# LTT 9779 b
LTT 9779 b, официально назван Куанко, является Планетой размером с Нептун, вращающейся вокруг солнцеподобной звезды LTT 9779, или Юба. По состоянию на  2023 год у LTT 9779 b самое высокое известное альбедо среди всех планет.

## Характеристики
LTT 9779 b является одним из немногих известных планет в "пустыне нептуна". Она обладает высокой отражающей способностью с Альбедо 0,8. Это делает ее самой отражающей экзопланетой, обнаруженной на сегодняшний день. Она совершает оборот вокруг LTT 9779 менее чем за сутки, в результате чего температура на дневной стороне взлетает более чем до 2000 градусов по Цельсию. Глобальные климатические модели планеты показывают, что у нее очень богатая металлами атмосфера, в которой, вероятно, присутствуют облака из силиката .
Находясь в пустыне Нептун, LTT 9779 b относится к очень редкому классу планет, подобных которым известно немного. Подсчитано, что только 1 из 200 солнцеподобных звезд обладает планетой с периодом обращения менее суток, и большинство из них Горячие Юпитеры или скалистые планеты, поскольку сверхгорячие Нептуны встречаются редко. Из-за этого LTT 9779 b был тщательно изучен многими космическими телескопами включая Хаббл и Джеймс Уэбб.

## Имя
LTT 9779 b был официально назван Куанко в 2022 году Международным астрономическим союзом в рамках конкурса NameExoWorlds . Куанко - это слово, обозначающее утреннюю звезду на языке Ува. Звезда Куанкоа была названа Юба в честь слов, обозначающих "звезды", "семена" и "глаза" на том же языке.